# Géranium rosat
Cultivar

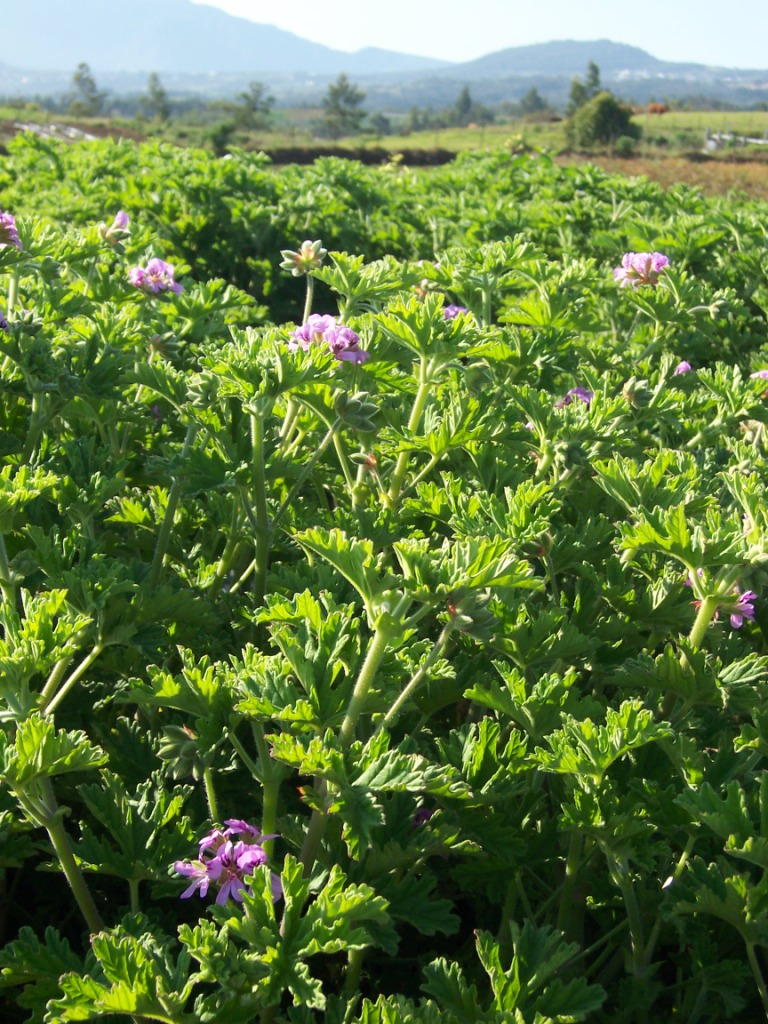
Culture de géraniums rosat à La Réunion.

Les Pelargonium du groupe rosat ou Géraniums rosats sont le complexe de tous les cultivars de Pelargonium, cultivés en vue d'en extraire une huile essentielle au parfum de rose (appelée « huile de géranium »), utilisée en parfumerie.
Ils trouvent leur origine dans les cultivars qui ont été cultivés longtemps dans la région de Grasse en Provence et qui ont été ensuite distribués de là en Afrique du Nord et à La Réunion puis ces dernières décennies, dans de nombreuses autres parties du monde. Ils sont issus de croisements entre les espèces sauvages de pélargoniums introduites d'Afrique du Sud.
Le cultivar le plus important de La Réunion est un hybride issu du croisement de P. capitatum et de P. radens et nommés Pelargonium cv. rosé.
Ces hybrides cultivés sont souvent qualifiés à tort du nom  de Pelargonium graveolens, qui est une espèce naturelle, alors qu'aucune espèce sauvage n'est directement impliquée dans la production d'huile essentielle.

## Nomenclature et étymologie
Les géraniacées importées d'Afrique du Sud, dès les années 1600, furent appelées par des termes latins commençant par Geranium Africanum (ou Geranium Indicum). Lorsque Linné établit la nomenclature binomiale en 1753, il range ceux-ci sous le genre Geranium avec les géraniums européens. Avec le développement de la passion pour la culture ornementale de ces plantes sud-africaines en Europe, l'usage du terme de « géranium » s'implante durablement dans la langue commune, à une époque où les botanistes peinent à s'entendre sur la terminologie savante. Actuellement, la plupart des jardiniers ou des fleuristes, savent parfaitement que les botanistes classent les géraniums des balcons dans le genre Pelargonium mais sont réticents à employer ce terme marqué encore comme trop savant.
L'adjectif français rosat est dérivé du latin rosatus « à la rose » (le t final de rosat vient de la flexion en -atus du latin rosa « rose »).

## Historique
La région de Grasse en Provence est connue pour sa longue tradition de culture de plantes à parfum (roses, jasmin, lavande, etc.) et d'extraction de leur huile essentielle. Ce savoir-faire développé depuis le XVIe siècle a été mobilisé pour mettre en place une culture commerciale  de pélargoniums à odeur de rose au XIXe siècle. À cette époque, la véritable rose du Levant, Rosa damascena Mill., devenant rare et le prix de son huile essentielle excessif, incita les parfumeurs à chercher de nouvelle source d'huile essentielle à odeur de rose. Ils se rappelèrent alors les essais de distillation de pélargoniums odorants menés par Rochez à Lyon en 1819. Le géranium rosat commença à être cultivé pour tester ses possibilités par Demarson en Ile-de-France en 1844 puis sa culture s'implanta dans la région de Grasse.
Les géraniums rosats sont des plantes qui craignent le gel, ce qui oblige à renouveler les cultures chaque année. Sachant que les pélargoniums sont vivaces sur leur terre sud-africaine, très rapidement les producteurs cherchèrent des climats plus cléments dans les colonies d'Afrique du Nord et de l'Océan Indien. Dès l'année 1847, les premiers essais de culture eurent lieu à Chéragas, en Algérie. Dans les conditions climatiques locales, les plantations y duraient plusieurs années et permettaient trois coupes par an. La culture se faisait surtout dans les environs de Boufarik et de Blida. Au début, la distillation se faisait sur place et l'essence de géranium était envoyée à Grasse. Puis à partir de 1865, la culture se fit à une échelle industrielle, sous l'impulsion de Léon Chiris, un important industriel négociant en parfumerie de Grasse, qui fit construire une usine de 3 000 m2 à Boufarik et développa d'importantes plantations.
Importé dans les années 1870-1880 à La Réunion, le géranium rosat put y être cultivé en altitude, au-dessus de 800 m sur des sols riches. Il y est distillé à partir de 1882. Cette culture connait une forte expansion au début du XXe siècle notamment au Tampon et dans les Hauts de l'ouest (La Petite France). Les conditions climatiques sont propices à la production d'une huile de haute qualité.
La culture de Pelargonium du groupe rosat prit de l'importance en Algérie, au Maroc et à la Réunion, sur la base de plantes sélectionnées à Grasse. Mais après une production croissante pendant quelque temps, la production a commencé à décliner avec l'arrivée de nouveaux concurrents.
Le succès économique de ces premières cultures incitèrent d'autres pays comme l'Italie, la Tunisie, l'Égypte, le Congo, le Kenya, Madagascar, l'Inde, les Comores, l'Afrique du Sud, l'Espagne, le Portugal , etc., et finalement la Chine, à se lancer aussi dans la culture,.
Les producteurs les plus importants d'huile de géranium sont actuellement la Chine, l'Égypte, le Maroc, les Comores et la Réunion.
La Chine est le plus gros producteur mondial. La culture se concentre dans le Xian de Binchuan (宾川县), près de Dali (Yunnan). Les géraniums rosats sont renouvelés au bout de trois ans et il y a quatre récoltes par an.
En Égypte, le second producteur mondial, la culture se fait au sud, en Haute-Égypte (principalement près de Bani Sweif) et Fayoum. La culture est annuelle, avec deux récoltes par an.
Au Maroc,  les plantations se trouvent dans les régions de Fès, de Meknès, et de Marrakech.
À La Réunion, les producteurs replantent tous les 3 ou 4 ans et effectuent plusieurs coupes chaque année. Pour corriger les sols très acides dans les Hauts, les producteurs apportent des amendements calciques.

## Description
Les Pelargonium du groupe rosat sont des arbrisseaux très ramifiés, allant jusqu'à 1,40 m de haut et 1 m de diamètre au niveau de la cime. Ils développent un système racinaire étalé et assez superficiel, ne pénétrant que rarement à plus de 30 cm de profondeur.
Les rameaux sont d'abord gris vert et velus puis deviennent plus sombres et ligneux en vieillissant.
Les feuilles molles, avec des poils glandulaires et non-glandulaires, dégagent une odeur de rose. Le pétiole jusqu'à 3 cm de long porte le limbe à contour ovale, 5-7-palmatifide à palmatiséqué.
L'inflorescence est une petite pseudo-ombelle compacte, formée de 5 à 10 fleurs. La fleur zygomorphe, 5-mère, est rose violet. Les 2 pétales postérieurs sont plus larges que les 3 antérieurs. Les 10 étamines sont connées à la base et le style filiforme terminé par un stigmate à 5 fines branches recourbées.
Le fruit ne se forme pas. La plante est stérile. Le haut degré de polyploïdie (x=11 et 2n=7x=77 chromosomes) et leur caractère hybride, rendent ces cultivars male-stériles.

## Origine des cultivars
Depuis les tout débuts de la culture commerciale du géranium rosat par Demarson, le statut botanique de la plante nommée dès cette époque Geranium rosat, a été l'objet de controverses, sources de confusion. Pendant un siècle et demi, toute une série de dénominations botaniques erronées ont été proposées pour ce cultivar, comme P. capitatum ou P. graveolens ou P. radens ou encore P. roseum voire P. asperum.
Dans le cadre de la révision du genre Pelargonium, menée sous la direction de J.J.A. van der Walt (université de Stellenbosch) depuis 1977, il est établi que les véritables pélargoniums odorants sauvages, Pelargonium radens H.E. Moore et Pelargonium graveolens L'Hér. développent une odeur de menthe et sont des octoploïdes, à 2n=8x=88 chromosomes, alors que Pelargonium capitatum L'Hér. est très pauvre en huile essentielle, possède une odeur de rose très faible et ne possède que 2n=6x=66 chromosomes. P. graveolens et P. radens sont très proches, ils ne diffèrent que par la morphologie de leur feuille et la composition de leur huile essentielle est quasi identique.
D'après les recherches génétiques (Demarne et als, 1989), on sait que tous les cultivars de géraniums rosats cultivés dans le monde, pour la production d'huile de géranium, sont des hybrides interspécifiques entre d'une part P. capitatum et d'autre part P. graveolens et/ou P. radens. La plupart de ces cultivars ont 2n=77 chromosomes et leur morphologie et leur rendement en huile essentielle sont aussi comprises entre ceux de leurs parents (à 88 et 66 chromosomes). Le cultivar typique de La Réunion, nommé Pelargonium cv. rosé, est l'hybride P. capitatum x P. radens.
H.E. Moore a proposé de voir dans le géranium rosat un hybride qu'il a nommé Pelargonium x asperum (hybride de P. graveolens et de P. radens). Mais cette origine du groupe rosat est erronée puisque P. capitatum ne figure pas parmi les parents.
Les principaux composants chimiques de l’huile de géranium produit à La Réunion sont le géraniol, le citronellol, l'isomenthone, le formate de géranyl, le formate de citronellyl, le linalol, le guaia-6,9-diene. C'est la présence du parent P. capitatum qui transmet la capacité de synthétiser du géraniol et du citronellol, typique de l'odeur de rose, plutôt que de l'isomenthone, typique de l'odeur de la menthe poivrée ou de la menthe pouliot.

## Distillation traditionnelle du géranium rosat

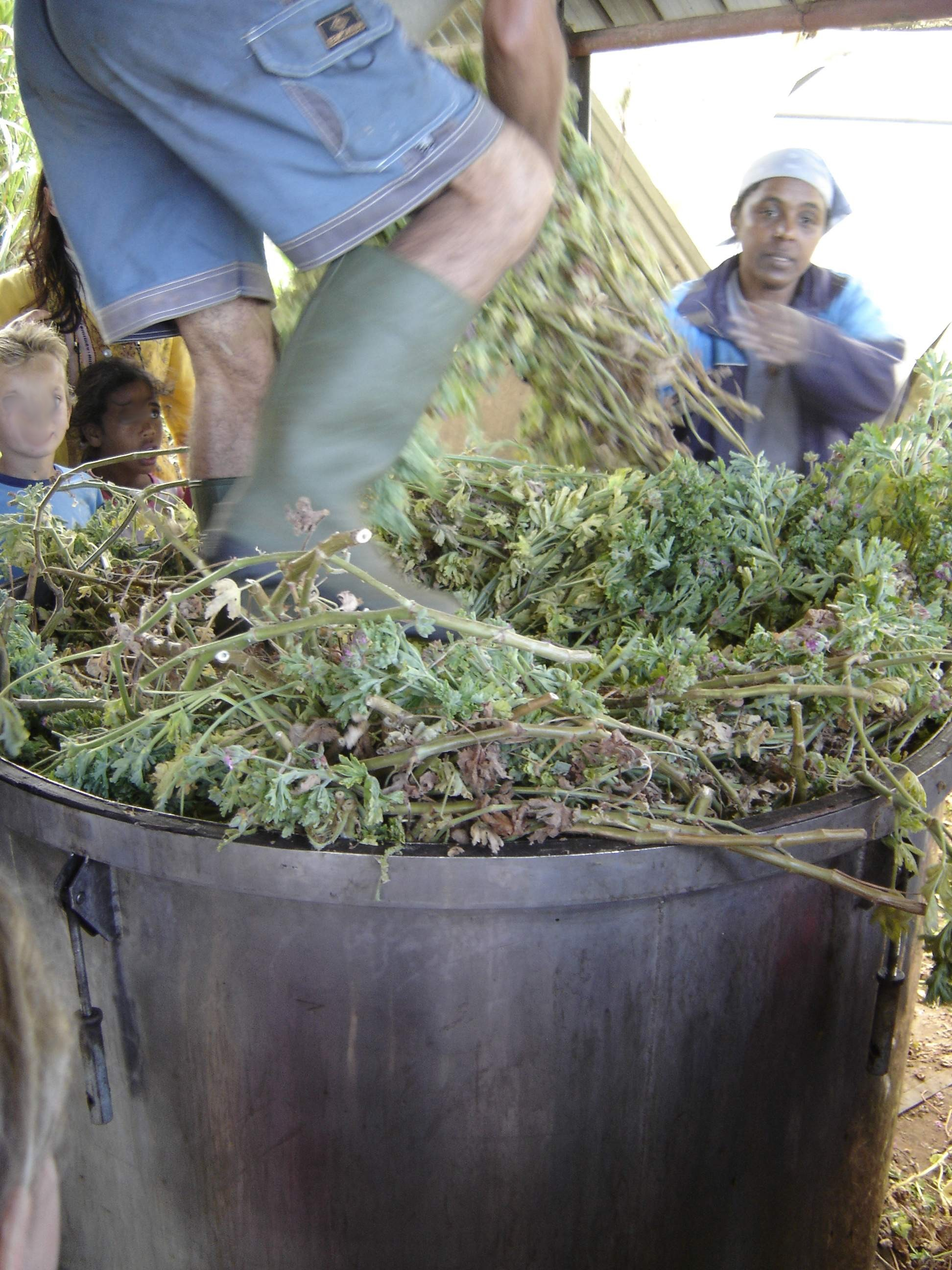
Cuite des géraniums rosats à La Réunion.

L'huile de géranium s'obtient par distillation des feuilles de géranium rosat.
À La Réunion, la distillation à la vapeur est faite traditionnellement dans de petits alambics en cuivre (maintenant en inox). Dans une cuve d'environ 800 litres, on presse 3 à 400 kg de feuilles au-dessus d'une claie, disposée au-dessus de 250 l d'eau au fond de la cuve. En-dessous, on entretient un feu avec des branches d'acacia. Lorsque l'eau bout, la vapeur fait éclater les poils glanduleux des feuilles et entraine les huiles essentielles volatiles dans un col de cygne. Les vapeurs descendent ensuite par un serpentin placé dans une cuve d'eau froide et se condensent. La séparation de l'huile essentielle de la petite eau se fait simplement dans un vase florentin, dans lequel l'huile plus légère, montée en surface, s'écoule à l'extérieur. Une « cuite » dure plus de trois heures.

## Composition de l'huile de géranium
Fraîchement distillée à la vapeur d'eau, l'huile de géranium est un liquide fluide, vert pâle, avec une note de tête peu agréable, due en partie à la présence de sulfure de diméthyle. En vieillissant, cette odeur disparaît, l'huile devient plus jaune et son odeur acquiert un cœur de feuille verte et de rose avec des notes de menthe. Les composants de la fragrance sont stables dans des conditions légèrement alcalines comme dans un savon.
L'huile de géranium  Bourbon, produite à La Réunion, est la plus estimée. Elle est considérée comme un étalon de qualité pour les autres. Sa qualité résulte de l’équilibre entre d’une part des teneurs modérées en cétones monoterpéniques (menthone et isomenthone), et d’autre part des teneurs importantes en alcools monoterpéniques (citronellol, géraniol, linalol) (Demarne, 1989). Les deux composants principaux de l'huile essentielle de géranium rosat sont deux alcools monoterpéniques, le géraniol et le citronellol, qui existent principalement à l'état libre et pour un tiers à l'état combiné sous forme d'esters (formate de citonellyle, formate de géranyle). Cette huile de géranium Bourbon peut aussi être caractérisée simplement par un rapport molaire Citronellol/Géraniol (C/G) situé idéalement aux environs de un.
Nous donnons ci-dessous les profils chromatographiques du cultivar Pelargonium cv. rosé (huile de Bourbon de La Réunion) par Lis-Balchin et pour les autres origines par Boukhatem et als :
| Composés caractéristiques de l'huile essentielle de géranium rosat en % (d'après Lis-Balchin et Boukhatem et als) |             |          |                         |                  |                    |     |
| Cultivar | Citronellol | Géraniol | Formate de citronellyle | Guaia-6,9 -diène | 10-epi- γ-eudesmol | C/G |
| Bourbon | 19,0        | 21,5     | 8,5                     | 7,2              | -                  | 0,9 |
| Égypte | 26-29       | 9        | 6                       | tr               | +++                | 3   |
| Chine | 29          | 6        | 13                      | 7                | ++                 | 5   |
| Algérie | 33          | 5        | 10                      | 9                | +                  | 6   |

La variabilité de la composition des huiles de géranium est liée au climat, aux températures maximales et minimales, à la durée d'ensoleillement, à la pluviométrie, à la nature du sol et aux pratiques culturales. La présence de mauvaises herbes influe négativement sur la composition chimique de l'huile (en augmentant le rapport C/G). À ces facteurs pédoclimatiques influençant la qualité de l'huile, il faut aussi ajouter la variété (la sélection de la plante) et la procédure de distillation.
L'huile de géranium est classée en trois types :
- le type chinois, pour l'huile provenant de Chine, le citronellol est généralement élevé (30-40 %) ;
- le type africain, pour l'huile provenant d'Algérie, du Maroc et d'Égypte. Elle contient du 10-epi-γ-eudesmol (ca. 4-5 %) mais pas de guaia-6,9-diène ;
- le type Bourbon, pour celle provenant de La Réunion. Elle contient une grande quantité (ca.5-7 %) de guaia-6,9-diène mais pas de 10-epi-γ-eudesmol. Le géraniol et le linalol sont généralement élevés ;

Les autres huiles sont produites en trop petites quantités pour être sujet d'une norme.

## Usages

### Parfumerie
L'huile de géranium est une des fragrances les plus recherchées de la plupart des parfums et des savons à la senteur de rose. Très largement utilisée en parfumerie, on la retrouve notamment dans : Brut de Fabergé, Calèche d'Hermès, Égoïste de Chanel, et Jazz d'Yves Saint Laurent.

### Aromathérapie
En aromathérapie, l'huile essentielle de géranium est traditionnellement indiquée pour , :
- les soins de la peau : acné, brûlure, eczéma, herpès, plaies, engelures, impétigo, dermatose ;
- les rhumatismes, douleurs lombaires, tendinites ;
- les syndromes prémenstruels : inflammation et congestion de seins ;
- les problèmes circulatoires : hémorroïdes, phlébite.
Elle est utilisée en usage externe, par friction, en pommade, liniment ou crème. En bain de bouche, elle convient pour remédier aux aphtes, stomatites et angines. En usage interne, quelques gouttes dans du miel, sont recommandés pour  les maux de gorge.
En synergie, elle peut être utilisée :
- par diffusion dans l'atmosphère : huile essentielle (HE) de géranium, HE de lavande, HE marjolaine (effet calmant) ;
- bain aromatique : 3 gouttes HE de géranium et 3 gouttes HE bois de rose dans de la poudre de lait ; à dissoudre dans l'eau du bain ;
- huile pour le corps et les dermatoses (zona, eczéma, psoriasis, vergetures) : dans 100 ml d'huile de germe de blé, ajouter 15 ml HE de géranium et 5 ml HE de bois de rose, 0,5 ml HE de rose. Cette huile s'utilise en massage sur le corps ou après le bain.
Les huiles essentielles étant plus ou moins irritantes pour la peau, elles ne doivent pas être utilisées à l'état pur en usage cutané.
En usage interne, la Commission européenne a décidé en 2002 de la contre-indication des dérivés terpéniques et des huiles essentielles en contenant chez les enfants de moins de 30 mois et chez les autres enfants présentant des antécédents d'épilepsie (EMA).
À La Réunion, Lavergne recommande l'infusion de feuilles de géranium rosat. Elle a la saveur agréable de la rose et permet de traiter la grippe, les jambes lourdes, les douleurs d'estomac et les vers intestinaux.

## Propriétés pharmacologies de l'huile essentielle
Comme beaucoup d'huiles essentielles, l'huile de géranium a un pouvoir antiseptique et des propriétés spasmolytiques.

### Antibactérienne
Un grand nombre d'études ont montré l'activité antimicrobienne de l'huile de géranium. L'activité antibactérienne de ses constituants s'organise dans l'ordre suivant :
- linalol > acétate de géranyle > nérol > géraniol > menthone > β-pinène > limonène. Mais comparées à d'autres composés phénoliques, ces activités sont relativement modestes. C'est pourquoi, si on compare les huiles essentielles de différentes plantes, on trouve que le spectre le plus large d'activité antibactérienne vient de l'huile essentielle de thym (Thymus vulgaris) suivi de la marjolaine sauvage grecque  (Origanum vulgare sp. hirtum), du clou de girofle (Syzygium aromaticum), de la noix de muscade (Myristica fragrans), du poivre noir (piper nigrum) et enfin en dernier du géranium rosat) ;
- thym > marjolaine > clou de girofle > noix de muscade > poivre noir > géranium rosat.

Les bactéries sont plus ou moins sensibles : sur les 25 bactéries testées,  Dorman et Deans observent les niveaux d'inhibition décroissants suivant : Flavobacterium suaveolens > Enterococcus faecalis > Pseudomonas aeruginosa > Citrobacter freundii >... Par contre, aucune inhibition de Escherichia coli ou de Lactobacillus plantarum n'a été trouvée.

### Antifongique
L'huile de géranium inhibe des champignons filamenteux comme Aspergillus niger, Aspergillus ochraceus et Fusarium culmorum.

### Anti-oxydant
L'huile de géranium a une activité anti-oxydante mais celle-ci est très variable suivant les échantillons commerciaux.

### Antispasmotique
Les études in vitro de l'activité pharmacologique de l'huile de géranium rosat se font sur des muscles lisses d'iléon de cobaye, montés dans des bains de solutions à tester. L'huile de géranium, de même que la plupart des huiles essentielles des autres Pelargonium, sont spasmolytiques sur le muscle lisse intestinal, c'est-à-dire qu'elle provoque la relaxation d'un muscle qui est en train de se contracter régulièrement, sous l'effet d'une stimulation électrique périodique. Parmi les dizaines de composants de l'huile de géranium, il s'agit de savoir lesquels sont responsables de cette activité. Le même montage permet de montrer que le citronellol, citronellal, et le géraniol ont tous une activité spasmolytique sur l'iléon de cobaye. Par contre, le formate de géranyle, présent en moindre quantité, contracte l'iléon de cobaye.

### Anti-inflammatoire
Pour tester les possibles effets anti-inflammatoires de l'huile de géranium, Maruyama et son équipe ont exploré ses effets sur un œdème des pattes de souris, induit par le carraghénane et le collagène II. Ils ont montré que les injections intra-péritonéales font disparaître l’œdème.

### Insectifuge
Le géraniol et le citronellol de l'huile de géranium ont une action répulsive contre les insectes.
Une action dissuasive contre la piqure du moustique Aedes aegypti de cinq variétés de Pelargonium à odeur de rose (géranium rosat Bourbon, d'Égypte, de Chine et deux variétés de Caroline du Sud 'Rober's Lemon Rose' et 'Frensham') a été établi à 10 μg/cm2.